# エステート住宅産業
エステート住宅産業株式会社（エステートじゅうたくさんぎょう）は栃木県の企業。

## 概要
- 1986年（昭和61年）7月 - 栃木県宇都宮市駅前通り3-1-15を本社として、宇都宮住宅産業株式会社を設立。資本金を780万円とする。分譲・仲介の不動産業を開始する。
- 1989年（平成元年）10月 - 本社に賃貸部門を設立する。
- 1990年（平成2年）9月 - 資本金を1,300万円に増資する。
- 1991年（平成3年）2月 - 本社に管理サービス部（清掃部門）を設立。
- 1992年（平成4年）4月 - 栃木県宇都宮市今泉町608-2に管理サービス事業所を開設する。
- 1992年（平成4年）10月 - 目的に損害保険代理業を加える。
- 1993年（平成5年）6月 - 本社を、栃木県宇都宮市駅前通り1-1-5に移転。本社跡地を賃貸駅前営業店として開設する。
- 1996年（平成8年）2月 - 商号をエステート住宅産業株式会社へ変更する。また、目的に建築・土木工事業などを追加。商資本金を2,000万円に増資する。
- 1996年（平成8年）4月 - 100%出資の子会社、エステート管理サービス株式会社を資本金1,000万円にて設立する。管理サービス事業を独立させる。
- 1996年（平成8年）5月 - 関連会社の株式会社エステートホームと合併し、資本金を3,000万円とする。不動産・建設業として営業開始。
- 1996年（平成8年）9月 - 資本金を6,330万円に増資する。
- 1996年（平成8年）11月 - 栃木県宇都宮市下川俣町119-1に建設事業部事務所を開設する。
- 1997年（平成9年）4月 - 栃木県宇都宮市泉ヶ丘2-2-10優泰佳ガーデンコートB棟1Fにリクラス泉ヶ丘営業店を開設する。子会社のエステート管理サービス(株)の本社を宇都宮市下川俣町119-1に移転。
- 1998年（平成10年）9月 - 栃木県小山市城北5-2-22グリーンモールマンション1Fにリクラス小山営業店を開設。
- 2002年（平成14年）2月 - 栃木県宇都宮市今泉町1352-1にリクラス東店を開設。
- 2003年（平成15年）9月 - 栃木県宇都宮市中戸祭町867-3にリクラス戸祭店を開設。
- 2004年（平成16年）2月 - 栃木県宇都宮市滝の原1-3-52にリクラス南店を開設。
- 2006年（平成18年）7月 - 宇都宮市優良建設業者表彰受賞（城山東小学校屋内運動場改築工事）。
- 2007年（平成19年）5月 - 栃木県小山市城山町3-2-21にリクラス小山西口店をオープン。

## 主な種目
- 不動産仲介
- 中古住宅販売